# Walter Koleznik
Walter Koleznik (* 17. Oktober 1942) ist ein ehemaliger österreichischer Fußballprofi und Nationalteamspieler. Er gehört zu der seltenen Spezies von Fußballern, die ihre ganze Karriere nur für einen Klub tätig waren. Im Falle von Koleznik war das der Grazer AK.
Seinen ersten Einsatz für die Athletiker hatte der torgefährliche Mittelfeldspieler im Jahre 1961, seinen letzten 1978. Dazwischen liegen 401 Meisterschaftsspiele und 84 Tore für die „Roten“, 6 Einsätze und 1 Tor für die österreichische Fußballnationalmannschaft sowie Einsätze im Europa- und ÖFB-Pokal, darunter die Pokalfinale 1962 und 1968. Auch als der GAK 1974 durch die Zwangsreformation in die 2. Liga absteigen musste – dem Verein gelang sportlich der sofortige Wiederaufstieg –, blieb Koleznik „seinem“ Verein treu. 
Im Frühjahr 1978 beendete er mit einem Derbysieg gegen den SK Sturm Graz seine aktive Karriere, nur um wenige Monate später als Interimstrainer wieder Verantwortung zu übernehmen. Danach war er einige Jahre als Co-Trainer und 1989 nochmals als Cheftrainer für den Grazer AK tätig. Im Jubiläumsjahr 2002 wurde Koleznik von den Fans in das „Jahrhundert-Team“ des Grazer AK gewählt.
| Personendaten    | Personendaten                                |
| ---------------- | -------------------------------------------- |
| NAME             | Koleznik, Walter                             |
| KURZBESCHREIBUNG | österreichischer Fußballspieler und -trainer |
| GEBURTSDATUM     | 17. Oktober 1942                             |